# Kočka (Brdská vrchovina)
Kočka (r. 1553 zvaný Kocúrov) je výrazný vrch v Brdech, který vystupuje nad Padrťskými pláněmi.
Nedaleko vrcholu se dříve nacházela chata-útulna KČT, jejíž základy jsou dodnes patrné.
Spolu s vyšším Paterákem (814 m) a nepatrně nižším Březovým vrchem (785 m) svírají hluboké, lesnaté a vlhké údolí Voložného potoka a představují pomyslné srdce Brd. Vrchol je pokryt vzrostlým lesem, ale k jihozápadu se otevírají působivé výhledy směrem k Padrťským rybníkům. Svahy hory poměrně příkře spadají do všech okolních údolí – na jih a západ do Padrťského údolí, na východ do údolí Voložného potoka i na severovýchod do Třítrubeckého údolí.
Kopec leží na území bývalého Vojenského újezdu Brdy, nyní patří pod Chráněnou krajinnou oblast Brdy. Od února 2014 prochází přes vrchol hranice nových katastrálních území Strašice v Brdech a Věšín v Brdech, která byla od 1. ledna 2016 připojena k obcím Strašice v okrese Rokycany Plzeňského kraje a Věšín v okrese Příbram Středočeského kraje. K Věšínu patří východní kvadrant ve směru od vrcholu, ke Strašicím ostatní tři kvadranty.

## Zajímavosti
- Na JZ úbočích hory se vyskytuje velké množství cvičné munice, která sem patrně omylem „zabloudila“ z dříve využívané cílové plochy Padrť.
- V tzv. paseckých břidlicích, vystupujících místy na povrch, byla v roce 1965 objevena naše nejstarší fosilie, Kodymirus vagans[3] a Kočka je také jediným známým nalezištěm této makrofosilie.
- Na severním úpatí vrchu, tam kde ústí Padrťské údolí do Třítrubeckého údolí, se nachází Chocholatá skála – zvláštní geomorfologický útvar, tzv. skládaná skála, tvořená vodorovně položenými hranáči kambrických slepenců.

## Přístup
Vrch i celé jeho okolí se nacházejí na území bývalého vojenského újezdu Brdy, který byl veřejnosti zpřístupněn od 1. ledna 2016 jako Chráněná krajinná oblast Brdy.